# Parque Nacional das Sempre-Vivas
O Parque Nacional das Sempre Vivas é uma unidade de conservação brasileira e está localizado na Serra do Espinhaço, Minas Gerais, com sua sede no município de Diamantina. Foi criado através do decreto s/nº de 13 de dezembro de 2002, e possui uma área de 124.555 ha, sendo administrado pelo ICMBio. O nome do Parque é referência às variadas espécies de “sempre-vivas”, pequenas flores típicas da região.

## Geografia
O parque situa-se na Serra do Espinhaço no divisor de águas das bacias dos rios São Francisco e Jequitinhonha, no norte de Minas Gerais, Brasil, a aproximadamente 300 quilômetros de Belo Horizonte. Abrange quatro municípios: Olhos-d'Água, Diamantina, Buenópolis e Bocaiúva.

## Aspectos físicos e biológicos
O local abriga grande concentração de nascentes de afluentes do rio Jequitinhonha, com belas quedas d'água. A paisagem física da região é marcada por características extremamente heterogêneas. O mapeamento geológico feito para a região relaciona quatro grandes grupos geológicos: a planície aluvionar, a cobertura dendrito-laterítica, diques e soleiras metabásicas e o super grupo Espinhaço (formações rio Pardo e córrego Bandeira).
As seguintes formações podem ser identificadas na região: formações savânicas, floresta estacional semi-decidual, mata ciliar, floresta paludosa, vereda, campos hidromórficos, campos rupestres e lagoas marginais.
A região apresenta clima tropical semi-úmido com temperatura média anual de 20ºC e precipitação média anual variando de 1250 a 1500 mm.

### Flora
O Parque Nacional das Sempre-vivas apresenta uma grande heterogeneidade ambiental formando um complexo mosaico de tipologias vegetais, ainda em excelente estado de conservação. Foram registradas na região deste mata densa de fundo de vale até os campos rupestres típicos das altitudes elevadas. Segundo estudos realizados na região da Serra do Espinhaço cerca de 70% das sempre-vivas, grupo das euriocauláceas, do mundo estão concentradas nesta cordilheira. A Serra do Espinhaço é também uma região de grande relevância biológica. Foi considerada pelo Fundo Mundial da Vida Selvagem (WWF) e pela União Internacional para a Conservação da Natureza (IUCN) como um dos centros de diversidade de plantas do Brasil em decorrência do alto grau de endemismos.

### Fauna
O elevado grau de preservação da região fica ainda mais evidente com a presença de espécies de animais ameaçadas de extinção como a onça-pintada e a onça-parda, espécies que devido ao seu elevado porte e hábito alimentar necessitam de áreas bem preservadas e com muitos recursos alimentares para sobreviverem. Entre as aves observa-se a presença da arara-vermelha grande e da arara-canindé. Também há a presença da jaguatirica, lobo-guará, tamanduá-bandeira, tatu-canastra, catitu, lontra, veado-campeiro, entre outros.

## Visitação
A visitação ao parque é restrita e depende de autorização do ICMBio.